# National Convention Party (Gambia)
Die National Convention Party (NCP) (deutsch „Nationale Versammlungs-Partei“) ist eine Mitte-links-Partei in Gambia. Der Wahlspruch der Partei lautet: lateinisch Semper fidelis = „immer zuverlässig“.

## Geschichte
Sie war zwischen 1975 und 1994 die größte oppositionelle Partei. Nach dem von Yahya Jammeh angeführten Militärputsch von 1994 wurde ihr zunächst die Teilnahme an Wahlen untersagt.
Bei der Präsidentschaftswahl vom 18. Oktober 2001 kam ihr Anführer Sheriff Mustapha Dibba mit 3,9 Prozent der Stimmen auf den vierten Platz. Bei den letzten Parlamentswahlen für die National Assembly am 17. Januar 2002 blieb die Partei ohne Sitze.
Nach dem Tode Dibbas wurde Ebrima Janko Sanyang Anführer der Partei.

## Wahlergebnisse
| \| Wahlergebnisse \| Wahlergebnisse \| Wahlergebnisse \| Wahlergebnisse \| Wahlergebnisse \| \| Wahl \| Jahr \| Stimmenanzahl \| Stimmenanteil \| Sitze oder Präsidentschaftskandidat \| \| --------------- \| -------------- \| ------------------- \| ------------------- \| ----------------------------------- \| \| Parlament \| 1977 \| 40.668 \| 22,6 % \| 5 von 35 \| \| Präsidentschaft \| 1982 \| 52.095 \| 27,5 % \| Sheriff Dibba \| \| Parlament \| 1982 \| 32.634 \| 19,6 % \| 3 von 35 \| \| Präsidentschaft \| 1987 \| 57.343 \| 27,5 % \| Sheriff Dibba \| \| Parlament \| 1987 \| 55.251 \| 26,1 % \| 4 von 36 \| \| Parlament \| 1992 \| 45.953 \| 22,9 % \| 6 von 36 \| \| Präsidentschaft \| 1996 \| Teilnahme untersagt \| Teilnahme untersagt \| Teilnahme untersagt \| \| Parlament \| 1997 \| Teilnahme untersagt \| Teilnahme untersagt \| Teilnahme untersagt \| \| Präsidentschaft \| 2001 \| 17.271 \| 3,9 % \| Sheriff Dibba \| \| Parlament \| 2002 \| \| \| in Koalition mit der APRC \| \| Präsidentschaft \| 2006 \| \| \| kein Kandidat \| \| Parlament \| 2007 \| \| \| in Koalition mit der APRC \| \| Präsidentschaft \| 2011 \| \| \| \| \| Parlament \| 2012 \| \| \| \| | Stimmanteile (in %) 25%20% 15%10% 5% 0% 778287929697010206071112 |                     |                     |                                     |
| Wahlergebnisse |                                                                  |                     |                     |                                     |
| Wahl | Jahr                                                             | Stimmenanzahl       | Stimmenanteil       | Sitze oder Präsidentschaftskandidat |
| Parlament | 1977                                                             | 40.668              | 22,6 %              | 5 von 35                            |
| Präsidentschaft | 1982                                                             | 52.095              | 27,5 %              | Sheriff Dibba                       |
| Parlament | 1982                                                             | 32.634              | 19,6 %              | 3 von 35                            |
| Präsidentschaft | 1987                                                             | 57.343              | 27,5 %              | Sheriff Dibba                       |
| Parlament | 1987                                                             | 55.251              | 26,1 %              | 4 von 36                            |
| Parlament | 1992                                                             | 45.953              | 22,9 %              | 6 von 36                            |
| Präsidentschaft | 1996                                                             | Teilnahme untersagt | Teilnahme untersagt | Teilnahme untersagt                 |
| Parlament | 1997                                                             | Teilnahme untersagt | Teilnahme untersagt | Teilnahme untersagt                 |
| Präsidentschaft | 2001                                                             | 17.271              | 3,9 %               | Sheriff Dibba                       |
| Parlament | 2002                                                             |                     |                     | in Koalition mit der APRC           |
| Präsidentschaft | 2006                                                             |                     |                     | kein Kandidat                       |
| Parlament | 2007                                                             |                     |                     | in Koalition mit der APRC           |
| Präsidentschaft | 2011                                                             |                     |                     |                                     |
| Parlament | 2012                                                             |                     |                     |                                     |